# Финал чемпионата мира по футболу 2002
Финал чемпионата мира по футболу 2002 года между сборными Германии и Бразилии прошёл на Международном стадионе в японском городе Иокогама 30 июня 2002 года. Это был первый матч между этими двумя сборными в рамках чемпионатов мира. Бразилия выиграла матч со счётом 2:0 и пятый раз в истории стала чемпионом мира. Бразильцы выиграли все семь матчей на чемпионате в основное время, забив 18 мячей и пропустив 4.
Оба мяча в финале во втором тайме забил Роналдо, который с 8 мячами стал лучшим бомбардиром этого чемпионата. Капитан бразильцев Кафу стал первым и пока единственным футболистом в истории, кому удалось сыграть в трёх подряд финалах чемпионатов мира (в 1994, 1998 и 2002 годах).

## Путь к финалу

### Германия

#### Групповой этап
Сборная Германии попала в группу E вместе с Ирландией, Камеруном и Саудовской Аравией.
| Поз | Команда           | И | В | Н | П | МЗ | МП | РМ  | О | Квалификация     |
| --- | ----------------- | - | - | - | - | -- | -- | --- | - | ---------------- |
| 1   | Германия          | 3 | 2 | 1 | 0 | 11 | 1  | +10 | 7 | Выход в плей-офф |
| 2   | Ирландия          | 3 | 1 | 2 | 0 | 5  | 2  | +3  | 5 | Выход в плей-офф |
| 3   | Камерун           | 3 | 1 | 1 | 1 | 2  | 3  | −1  | 4 |                  |
| 4   | Саудовская Аравия | 3 | 0 | 0 | 3 | 0  | 12 | −12 | 0 |                  |

Все матчи группового этапа команда провела в Японии.
Сначала Германия разгромила Саудовскую Аравию — 8:0 (хет-триком отметился Мирослав Клозе), потом была ничья с Ирландией — 1:1, а под конец группового раунда была победа над Камеруном — 2:0.

#### Плей-офф
Все матчи плей-офф, за исключением финала, команда провела уже в Южной Корее.
В 1/8 финала Германия упорно боролась с Парагваем, но всё же выиграла с минимальным счётом — 1:0 (причём гол был забит на последних минутах матча). Дальше, в четвертьфинале, немцы встретились со сборной США. В упорной борьбе немцы выиграли с минимальным счётом 1:0. А в полуфинале их Германия встретилась с Южной Кореей. Эта команда попутно выбила из борьбы Италию и Испанию. И снова немцы одержали победу с минимальным счётом 1:0.

### Бразилия

#### Групповой этап
Сборная Бразилии попала в группу C вместе с Турцией, Коста-Рикой и Китаем.
| Поз | Команда    | И | В | Н | П | МЗ | МП | РМ | О | Квалификация     |
| --- | ---------- | - | - | - | - | -- | -- | -- | - | ---------------- |
| 1   | Бразилия   | 3 | 3 | 0 | 0 | 11 | 3  | +8 | 9 | Выход в плей-офф |
| 2   | Турция     | 3 | 1 | 1 | 1 | 5  | 3  | +2 | 4 | Выход в плей-офф |
| 3   | Коста-Рика | 3 | 1 | 1 | 1 | 5  | 6  | −1 | 4 |                  |
| 4   | Китай      | 3 | 0 | 0 | 3 | 0  | 9  | −9 | 0 |                  |

Все матчи группового этапа команда провела в Южной Корее.
Сначала бразильцы одержали непростую победу над Турцией — 2:1, а потом были две крупные победы — над Китаем (4:0) и Коста-Рикой (5:2).

#### Плей-офф
Все матчи плей-офф команда провела уже в Японии.
В 1/8 финала Бразилия выиграла у Бельгии со счётом 2:0. В четвертьфинале бразильцы сыграли против англичан. В упорной борьбе Бразилия выиграла с минимальным перевесом — 2:1. В полуфинале их ожидала команда, с которой бразильцы уже встречались — Турция. На этот раз Бразилия обыграла её с минимальным счётом — 1:0.

## Фон финала

### Теле- и радиовещание
Более 200 стран транслировали финал по радио и телевидению. В совокупности финал транслировали 232 телеканала (новый рекорд чемпионатов мира). В России финал транслировал канал РТР, комментировали матч Григорий Твалтвадзе и Александр Бубнов.

### Стадион
Матч был сыгран на Международном стадионе в Иокогаме, где ранее было уже сыграно три матча чемпионата. Стадион является крупнейшим в Японии с вместимостью более 73 000 зрителей (в рамках чемпионата мира вмещал чуть более 69 000 человек).

### Мяч финала
Как и на всём чемпионате мира в финале использовали мяч Adidas Fevernova.

## Подробности матча
Германия в целом владела территориальным преимуществом (по итогам матча соотношение владения мячом — 56/44 в пользу Германии), нанесла больше ударов по воротам (12). Бразильцы были более эффективны — всего 9 ударов по воротам, но при этом 7 в створ. Германия подала 13 угловых, но трио рослых центральных защитников бразильцев Лусио (188 см), Эдмилсон (186 см) и Роке Жуниор (188 см) не позволили европейцам реализовать ни один угловой, даже несмотря на присутствие в составе немцев таких мастеров игры головой как Марко Боде и Мирослав Клозе. Номинальные фланговые защитники бразильцев Кафу и Роберто Карлос в этом матчем полностью закрывали свои фланги, являясь полузащитниками. За опорную и центральную зону у бразильцев отвечали Жилберту Силва и дебютант сборной Клеберсон. Группу атаки составляли 22-летний Роналдиньо, Ривалдо и Роналдо. При этом Роналдо играл выдвинутого форварда, а Роналдиньо и Ривалдо действовали несколько ближе к своим воротам.
Для немцев ключевой потерей стало отсутствие из-за перебора жёлтых карточек их лидера полузащиты Михаэля Баллака. В полуфинале против Республики Корея на 71-й минуте он получил вторую жёлтую карточку в плей-офф и стало ясно, что Баллак будет вынужден пропустить возможный финал. Через 4 минуты после жёлтой карточки Баллак забил единственный мяч в полуфинале и вывел свою команду в решающий матч. Вместо Баллака в финале в основном составе вышел Йенс Йеремис, полузащитник гораздо более оборонительного плана, чем Михаэль. Других замен по сравнению с полуфиналом в составе немцев не было. Более атакующие функции были возложены на Бернда Шнайдера.

## Отчёт о матче
| Германия | 0:2     | Бразилия        |
| -------- | ------- | --------------- |
|          | (отчёт) | Роналдо 67′ 79′ |

| Германия | Бразилия |

| Вр              | 1  | Оливер Кан (к)     |    |     |
| Защ             | 2  | Томас Линке        |    |     |
| Защ             | 5  | Карстен Рамелов    |    |     |
| Защ             | 21 | Кристоф Метцельдер |    |     |
| ПЗ              | 22 | Торстен Фрингс     |    |     |
| ПЗ              | 8  | Дитмар Хаманн      |    |     |
| ПЗ              | 16 | Йенс Йеремис       |    | 77' |
| ПЗ              | 17 | Марко Боде         |    | 84' |
| Нап             | 19 | Бернд Шнайдер      |    |     |
| Нап             | 11 | Мирослав Клозе     | 9' | 74' |
| Нап             | 7  | Оливер Нёвилль     |    |     |
| Замены:         |    |                    |    |     |
| Нап             | 20 | Оливер Бирхофф     |    | 74' |
| ПЗ              | 14 | Джеральд Асамоа    |    | 77' |
| ПЗ              | 6  | Кристиан Циге      |    | 84' |
| Главный тренер: |    |                    |    |     |
| Руди Фёллер     |    |                    |    |     |

| Вр                  | 1  | Маркос           |    |     |
| Защ                 | 3  | Лусио            |    |     |
| Защ                 | 5  | Эдмилсон         |    |     |
| Защ                 | 4  | Роке Жуниор      | 6' |     |
| ПЗ                  | 2  | Кафу (к)         |    |     |
| ПЗ                  | 8  | Жилберту Силва   |    |     |
| ПЗ                  | 15 | Клеберсон        |    |     |
| ПЗ                  | 6  | Роберто Карлос   |    |     |
| Нап                 | 11 | Роналдиньо       |    | 85' |
| Нап                 | 10 | Ривалдо          |    |     |
| Нап                 | 9  | Роналдо          |    | 90' |
| Замены:             |    |                  |    |     |
| ПЗ                  | 19 | Жуниньо Паулиста |    | 85' |
| ПЗ                  | 17 | Денилсон         |    | 90' |
| Главный тренер:     |    |                  |    |     |
| Луис Фелипе Сколари |    |                  |    |     |

| Игрок матча: Роналдо (Бразилия) Помощники судьи: Лейф Лундберг (Швеция) Филипп Шарп (Англия) Резервный судья: Хью Даллас (Шотландия) | Регламент матча: - 90 минут основного времени - 30 минут дополнительного времени в случае необходимости - Серия пенальти в случае необходимости - Двенадцать запасных - Максимум три замены |

## Статистика
| Показатель     | Германия | Бразилия |
| -------------- | -------- | -------- |
| Голы           | 0        | 2        |
| Удары          | 12       | 9        |
| Удары в створ  | 4        | 7        |
| Владение мячом | 56%      | 44%      |
| Угловые        | 13       | 3        |
| Нарушения      | 21       | 19       |
| Офсайды        | 1        | 0        |
| Предупреждения | 1        | 1        |
| Удаления       | 0        | 0        |